# QJZ-89重机枪
89式重机枪（QJZ-89重机枪），是中华人民共和国研製的12.7毫米口径重机枪，该枪是中国人民解放军现役步兵分队远层火力支援的主要武器。總重量轻於世界主流重機槍為主要特色，有利于部队提高机动性与灵活性，但在长期使用后射击精度会出现下降。
89式重机枪的设计目标是以平射为主，用以杀伤敌集群目标、压制轻型火力点、毁伤轻型装甲目标，只是赋予其在必要时能充当高射机枪的辅助功能，能对武装直升机等低空目标进行射击。由于89式12.7mm重机枪重量轻、便于机动，可因應戰況佈署給连级以下作戰單位，增强这些部队的压制火力。

## 趣闻
1980年代解放军偵知苏联开发“全球最轻”的NSV重機槍，並誤解為全機槍重量25公斤，因此決定以這個數值為指標作為下一代重機槍的技術標竿。但是在蘇聯解體後獲得資料始知當時得到的資料為誤解，25公斤僅計算槍身重量，並未納入三腳架。但當時QJZ-89已進入工程開發階段，已來不及調整技術指標，因为情報判讀的误会，使到目前QJZ-89重機槍仍然為服役中的重機槍最輕盈之型號。

## 使用國
- 中华人民共和国
- 蒙古国
- 巴基斯坦
- 苏丹